# Michaliszki (Wisaginia)
Michaliszki – część miasta Wisaginia na Litwie, w okręgu uciańskim, w rejonie wisagińskim.
Dawnej samodzielna wieś.

## Historia
W czasach zaborów ówczesny zaścianek w granicach Imperium Rosyjskiego.
W dwudziestoleciu międzywojennym wieś a następnie kolonia leżała w Polsce, w województwie nowogródzkim (od 1926 w województwie wileńskim), w powiecie brasławskim, w gminie Smołwy.
Według Powszechnego Spisu Ludności z 1921 roku zamieszkiwały tu 34 osoby, wszystkie były wyznania rzymskokatolickiego i zadeklarowały polską przynależność narodową. Było tu 7 budynków mieszkalnych. W 1931 w 8 domach zamieszkiwało 39 osób.
Wierni należeli do parafii rzymskokatolickiej w Smołwach. Miejscowość podlegała pod Sąd Grodzki w m. Turmont i Okręgowy w Wilnie; właściwy urząd pocztowy mieścił się w m. Turmont.